# ريتشارد ميلر
ريتشارد ميلر (بالإنجليزية: Richard Miller)‏ هو مغني ومغني أوبرا أمريكي، ولد في 9 أبريل 1926 في كانتون في الولايات المتحدة، وتوفي في 5 مايو 2009.

## وصلات خارجية
- ريتشارد ميلر على موقع ميوزك برينز (الإنجليزية)